# We Have Come for Your Children
We Have Come for Your Children – drugi album zespołu The Dead Boys wydany w 1978 r. przez wytwórnię Sire Records. Materiał nagrano w "Criteria Studios" w Miami.

## Lista utworów
| 1.  | "3rd Generation Nation" (S. Bators)              | 2:35  |
|     |                                                  |       |
| 2.  | "I Won't Look Back" (J. Zero)                    | 2:16  |
|     |                                                  |       |
| 3.  | "(I Don't Wanna Be No) Catholic Boy" (S. Bators) | 2:42  |
|     |                                                  |       |
| 4.  | "Flame Thrower Love" (S. Bators, J. Zero)        | 2:03  |
|     |                                                  |       |
| 5.  | "Son of Sam" (J. Zero)                           | 5:10  |
|     |                                                  |       |
| 6.  | "Tell Me" (M. Jagger, K. Richards)               | 2:37  |
|     |                                                  |       |
| 7.  | "Big City" (K. Fowley, Steven T.)                | 3:03  |
|     |                                                  |       |
| 8.  | "Calling on You (S. Bators, C. Chrome, J. Zero)  | 3:29  |
|     |                                                  |       |
| 9.  | "Dead and Alive" (S. Bators, C. Chrome)          | 1:48  |
|     |                                                  |       |
| 10. | "Ain't It Fun" (C. Chrome, P. Laughner)          | 4:34  |
|     |                                                  |       |
|     |                                                  | 30:17 |
|     |                                                  |       |

## Skład
- Stiv Bators – śpiew
- Cheetah Chrome – gitara, śpiew
- Jimmy Zero – gitara, śpiew
- Jeff Magnum – gitara basowa
- Johnny Blitz – perkusja

produkcja
- Steve Klein – inżynier dźwięku
- Kevin Ryan – inżynier dźwięku, asystent
- George Marino – mastering
- Felix Pappalardi – producent